# Saint-Pons-de-Thomières
Saint-Pons-de-Thomières (en occitano: Sant Ponç de Tomièiras) en idioma occitano, es una localidad y comuna francesa, situada en el departamento francés de Hérault y la región de Occitania.
Sus habitantes reciben el gentilicio en francés de Saint-Ponais.

## Demografía
| 2 900 | 3 267 | 3 117 | 2 733 | 2 566 | 2 287 |
| Para los censos de 1962 a 1999 la población legal corresponde a la población sin duplicidades (Fuente: INSEE [Consultar]) |       |       |       |       |       |

## Historia
La diócesis de Saint-Pons-de-Thomières fue creada en 1318.

## Lugares de interés
- Antigua abadía, actualmente convertida en la catedral de Saint-Pons-de-Thomières.

## Personas destacadas
- Henri de Bornier
- Ferdinand Fabre